# Maryam Mirzakhani
Maryam Mirzakhani (em persa: مریم میرزاخانی; Teerã, Irão, 12 de maio de 1977 – Palo Alto, 14 de julho de 2017) foi uma matemática iraniana-americana e professora da Universidade Stanford. Seus tópicos de pesquisa incluíam Teoria de Teichmüller, geometria hiperbólica, teoria ergódica e geometria simplética. Tornou-se conhecida por seus trabalhos em topologia e geometria da superfície de Riemann.
Em 13 de agosto de 2014 Mirzakhani tornou-se a primeira pessoa nascida no Irã e a primeira mulher da história a receber a medalha Fields. O comitê do prêmio citou seu trabalho sobre "a dinâmica e a geometria de superfícies de Riemann e seus espaços de moduli".
Maryam Mirzakhani morreu no dia 14 de julho de 2017, vítima de câncer de mama.

## Biografia
Maryam Mirzakhani nasceu em 1977 em Teerã, Irã. Estudou no Liceu Farzanegan, ligado à Organização Nacional para o Desenvolvimento de Talentos Excepcionais (NODET, na sigla em inglês). 
Em 1994, em Hong Kong, Mirzhakhani ganhou uma medalha de ouro na Olimpíada Internacional de Matemática, tornando-se a primeira mulher iraniana a receber o prêmio. Na edição da competição de 1995, sagrou-se como a primeira pessoa nascida no Irã a receber uma nota perfeita e a ganhar duas medalhas de ouro.
Em 1999, obteve um bacharelado em matemática na Universidade Tecnológica de Sharif (دانشگاه صنعتی شری‎), em Teerã. Mudou-se para os Estados Unidos a fim de desenvolver sua pós-graduação, onde obteve um doutorado na Universidade Harvard em 2004, orientada por Curtis McMullen, que recebeu a Medalha Fields em 1998. Foi pesquisadora assistente do Clay Mathematics Institute em 2004 e conferencista da Universidade de Princeton. Aos 31 anos, em setembro de 2008, Mirzakhani tornou-se professora de matemática da Universidade Stanford.

## Pesquisa
Mirzakhani fez várias contribuições à teoria dos espaços de moduli de superfícies de Riemann. Em seus primeiros trabalhos, descobriu uma fórmula para expressar o volume de um espaço de moduli com um dado gênero como uma polinomial no número de componentes fronteiriços. A conclusão fez Mirzakhani obter uma nova prova para a fórmula descoberta por Edward Witten e Maxim Kontsevich sobre os números de intersecção de classes tautológicas em espaços de moduli, assim como uma fórmula assintótica para o aumento do número de geodésicas fechadas simples em uma superfície hiperbólica compacta, generalizando o Teorema das Três Geodésicas para superfícies esféricas. Em seu trabalho subsequente, concentrou-se em dinâmicas de Teichmüller de espaços de moduli. Foi capaz, especificamente, de provar a conjectura de que o fluxo de terremoto de William Thurston referente a espaços de Teichmüller é ergódico.
Em 2014, ao lado de Alex Eskin, com comentários de Amir Mohammadi, Mirzakhani provou que geodésicas complexas, e seus fechos, em espaços de moduli são surpreendentemente regulares, em vez de irregulares ou fractais. Os fechos de geodésicas complexas são objetos algébricos definidos em termos de polinômios e, portanto, têm certas propriedades de rigidez, conclusão análoga ao celebrado resultado a que Marina Ratner chegou durante a década de 1990. A União Internacional de Matemática disse, em seu comunicado à imprensa, que "é surpreendente descobrir que a rigidez em espaços homogêneos tem eco no mundo não homogêneo dos espaços de moduli."
Mirzakhani foi premiada com a Medalha Fields em 2014 por "suas excepcionais contribuições à dinâmica e à geometria de superfícies de Riemann e seus espaços de moduli". Os prêmios foram entregues em Seul, no Congresso Internacional dos Matemáticos daquele ano, a Mirzakhani e também ao brasileiro Artur Ávila, ao canadense Manjul Barghava e ao suíço Martin Hairer.

Na época do prêmio o professor da Universidade do Wisconsin-Madison Jordan Ellenberg explicou sua pesquisa em termos acessíveis:
...[Seu] trabalho combina habilmente dinâmica e geometria. Entre outras coisas, ela estuda bilhar. Mas agora, em um movimento muito característico da matemática moderna, fica um pouco meta: ela considera não só uma mesa de bilhar, mas o universo de todas as mesas de bilhar possíveis. O tipo de dinâmica que ela estuda não diz respeito diretamente ao movimento das bolas na mesa, mas sim à transformação da própria mesa de bilhar, que está mudando sua forma de uma maneira ordenada; se você preferir, a própria mesa se move como um planeta estranho pelo universo de todas as mesas possíveis ... Este não é o tipo de coisa que você faz para ganhar um jogo de bilhar, mas é o tipo de coisa que você faz para ganhar uma Medalha Fields. É do que você precisa para expor a dinâmica no coração da geometria, já que não há dúvida de que ela está lá.
O presidente iraniano Hassan Rouhani parabenizou Mirzakhani pela conquista.

## Vida pessoal
Mirzakhani casou-se com Jan Vondrák, um cientista da computação teórico tcheco que trabalha no Centro de Pesquisa da IBM em San José. Eles tiveram uma filha chamada Anahita.

## Homenagens
O Prêmio de Matemática NAS, que premia os matemático com contribuições excepcionais, foi renomeado para homenagear Maryam Mirzakhani. Atualmente, o prêmio possui o nome de Maryam Mirzakhani Prize in Mathematics.

## Publicações selecionadas
- Simple geodesics and Weil-Petersson volumes of moduli spaces of bordered Riemann surfaces. Inventiones Mathematicae 167, 179–222 (2007), pdf.
- Weil-Petersson volumes and intersection theory on the moduli space of curves. Journal of the American Mathematical Society 20, 1–23 (2007), pdf.
- Growth of the number of simple closed geodesics on hyperbolic surfaces. Annals of Mathematics (2) 168–1, 97–125 (2008), pdf.
- Growth of Weil-Petersson volumes and random hyperbolic surfaces of large genus. J. Differential Geom. 94 (2013), no. 2, 267–300, pdf.
- com Alex Eskin: Invariant and stationary measures for the SL(2,R) action on moduli space, Preprint 2013 pdf.
- com Alex Eskin, Amir Mohammadi: Isolation, equidistribution, and orbit closures for the SL(2,R) action on moduli space,  Annals of Mathematics (2) 182–2, 673–721 (2015), pdf e Arxiv